# وزارة فؤاد محيي الدين الثانية
وزارة أحمد فؤاد محيي الدين الثانية هي الوزارة السادسة بعد المائة في تاريخ مصر وتشكلت في 31 أغسطس 1982.:121:122

## أعضاء الحكومة
| الوزارة                                                           | الوزير                    |
| ----------------------------------------------------------------- | ------------------------- |
| رئيس مجلس الوزراء                                                 | أحمد فؤاد محيي الدين      |
| نائب رئيس مجلس الوزراء ووزير الخارجية                             | كمال حسن علي              |
| نائب رئيس مجلس الوزراء للإنتاج ووزير البترول                      | أحمد عز الدين هلال        |
| نائب رئيس مجلس الوزراء ووزير الدفاع والإنتاج الحربي               | محمد عبد الحليم أبو غزالة |
| نائب رئيس مجلس الوزراء للخدمات ووزير الدولة للتعليم والبحث العلمي | مصطفي كمال حلمي           |
| الداخلية                                                          | حسن سليمان أبو باشا       |
| المالية                                                           | محمود صلاح الدين حامد     |
| التأمينات الاجتماعية والدولة للشئون الاجتماعية                    | آمال عثمان                |
| التعمير والإسكان واستصلاح الأراضي                                 | حسب الله الكفراوي         |
| العدل                                                             | أحمد ممدوح عطية           |
| النقل والمواصلات والنقل البحري                                    | سليمان متولي سليمان       |
| الري                                                              | محمد عبد الهادي سماحة     |
| الكهرباء والطاقة                                                  | محمد ماهر أباظة           |
| التموين والتجارة الداخلية                                         | أحمد نوح                  |
| شئون مجلس الوزراء والدولة للتنمية الإدارية                        | عادل محمود عبد الباقي     |
| التخطيط                                                           | كمال الجنزوري             |
| الصناعة والثروة المعدنية                                          | فؤاد أبو زغلة             |
| شئون الاستثمار والتعاون الدولي                                    | وجيه شندي                 |
| الاقتصاد والتجارة الخارجية                                        | مصطفى كمال السعيد         |
| السياحة والطيران                                                  | توفيق عبده إسماعيل        |
| الدولة للإنتاج الحربي                                             | جمال السيد إبراهيم        |
| الدولة لشئون الهجرة والمصريين في الخارج                           | أبرت برسوم سلامة          |
| الدولة للشئون الخارجية                                            | بطرس بطرس غالي            |
| الدولة للقوى العاملة والتدريب                                     | سعد محمد أحمد             |
| الدولة لشئون مجلسي الشعب والشورى                                  | محمد رشوان محمود          |
| الدولة للثقافة                                                    | محمد عبد الحميد رضوان     |
| الدولة لشئون مجلسي الشعب والشورى                                  | مختار حسن هاني            |
| الدولة الصحة                                                      | محمد صبري زكي             |
| الدولة للإعلام                                                    | محمد صفوت الشريف          |
| الدولة للزراعة والأمن الغذائي                                     | يوسف والي                 |
| الدولة للأوقاف                                                    | إبراهيم الدسوقي مرعي      |
| الدولة للتنمية الشعبية                                            | يوسف صبري أبو طالب        |

## تعديلات
- أعقب التشكيل الوزاري قرار بأن يكون أحمد فؤاد محيي الدين (رئيس مجلس الوزراء) هو الوزير المختص بشئون الأزهر والحكم المحلي.
- في 13 مارس 1983 أجري تعديل وزاري عقب إعلان الحكم في قضية عصمت السادات شمل تعيين كل من:
  - الفريق سعد الدين مأمون وزير دولة للحكم المحلي.
  - محمد ناجي شتلة وزير للتموين.
  - محمد السيد الغروري وزير للصناعة والثروة المعدنية.
  - خرج يوسف صبري أبو طالب من الوزارة وعين محافظاً للقاهرة.
- في 5 يونيو 1984 توفي أحمد فؤاد محيي الدين (رئيس الوزراء) في مكتبه وكلف الرئيس حسني مبارك الفريق أول كمال حسن علي بتولي رئاسة الوزراء بالنيابة، وتولى هذه المسئولية حوالي 40 يوماً